# Olga Cerpa
Olga Cerpa García, conocida como Olga Cerpa (Las Palmas de Gran Canaria), es una intérprete musical española, voz solista del grupo de música popular Mestisay. Ha sido nominada dos veces al Grammy Latino para Mejor Álbum Folklórico y Mejor Álbum Tropical Tradicional.

## Biografía
Muy popular en sus islas natales, considerada como una relevante personalidad de la música popular canaria en los últimos dos decenios, la ayudan unas exquisitas condiciones vocales y una personalidad artística singular.
Proveniente de familia campesina, se educa desde niña en el cancionero tradicional de las Islas en su ambiente familiar. Es en el colegio, a través de una de sus profesoras,  donde inicia sus primeros estudios musicales. Allí también formaría su primer grupo, una formación vocal llamada Tabona, junto a compañeras de clase. 
En 1986 entra a formar parte de Mestisay, convirtiéndose en su voz solista. Es un grupo que ha desarrollado a lo largo de su amplia trayectoria una proyección muy singular de la música canaria, buscando subrayar la atlanticidad de su mixta cultura musical macaronésica a través de su conexiones con América.  Con ellos graba Más al Sur (1988),  Canciones de las dos orillas (1989), El cantar viene de viejo (1992),  La Rosa de los Vientos (1996),  Querido Néstor (1997), Viento de la Isla (1999), Mestisay (2001), Canciones del Sur (2003), Querido Néstor II (2004) Toda una vida, Poeta en la Isla (2006) y Pequeño fado y otras canciones de amor (2009), Atlántico Radio (2012) y En Busca de Valentina (2014). Estación Lisboa (2015) y Jallos (2017)
Con Mestisay o en solitario ha realizado giras por teatros y auditorios de más de una quincena de países de América, África y Europa. En algunos de ellos ha compartido escenario y canciones con amigos como los españoles Joan Manuel Serrat, Carlos Cano,  Amancio Prada y Víctor Manuel; Compay Segundo,  Carlos Varela, Omara Portuondo o el guineano Manecas Costa y los timplistas canarios Totoyo Millares, José Antonio Ramos,  Germán López y Althay Páez. 
Con el grupo gallego Milladoiro realiza en 2002 una gira de un año por España, Portugal y Alemania presentando un disco de ese popular combo de folk. Y significada ha sido su relación con el productor y multinstrumentista portugués Julio Pereira, con el que el grupo ha participado en algunas de su producciones discográficas.
Con su grupo ha participado, con papeles protagonistas, en musicales producidos por ellos mismos como Querido Néstor –el de mayor éxito en la historia teatral de Canarias, con más de 70 funciones realizadas-, Poemas para una vida, La Noche de Canarias, La Gran fiesta de la Música canaria, Poeta en la Isla, Toda una vida y Romántico y en el año 2013  la producción Mujeres con cajones junto a la cubana Albita y la peruana Eva Ayllón, que fue nominada a los Grammy latinos en su edición de 2014 por el disco que se grabó en directo de la misma. 
En el 2014 Mestisay y Taburiente realizan una extensa gira por el Archipiélago canario en la que colaboran con más de 2.500 músicos profesionales y aficionados de Canarias en una producción inédita hasta ese momento en las islas que titulan "En Busca de Valentina", en honor a la cantora tradicional más relevante de su archipiélago natal. En junio de 2017 canta al alimón con Omara Portuondo en una pequeña gira que realizan juntas en dos capitales canarias.
En el invierno de 2018 presentan un disco y espectáculo, “Vereda tropical”, en el que colaboran la Banda Sinfónica Municipal de Las Palmas, la Banda Sinfónica de la Facultad de Música de la UNAM mexicana y la Joven Big Band del Amadeo Roldán de La Habana. En su edición del 2019, esa producción discográfica recibe el Premio Internacional Cubadisco y es nominada a los Premios Grammy Latinos en la categoría de Álbum tropical tradicional. 
En Junio el mismo año producen “Una noche de Trova”, junto a la reconocida cantante cubana Ivette Cepeda, que se representa en una gira por escenarios canarios. En julio de 2019 Olga y Mestisay participan en el Tamatir festival de Agadir (Marruecos) y en el Rainforest World Music de Malasia representando a Canarias. En septiembre del 2019 estrenarán  CÉSAR MANRIQUE, EL MUSICAL, una obra de teatro musical con música y libreto de Manuel González, sobre el artista plástico lanzaroteño. En diciembre del 2021 participa, acompañada por la Orquesta Sinfónica de RTVE en un concierto-homenaje a favor de los damnificados del volcán de la isla de La Palma.
En 2021 inician la grabación de “Palosanto”, un álbum realizado a distancia en mitad de la pandemia y en el que participan 17 guitarritas de distintos estilos y diez nacionalidades. Entre ellos destacan Dóminic Miller (Sting), Josemi Carmona (Ketama) o Gil Dor (Noa).  El álbum se presenta en varias capitales europeas y americanas, entre la que destaca el Carnegie Hall de NY. Ese mismo año participa en la grabación de un documental y un disco con canciones relacionadas con su relación de amistad y profesión con el poeta canario Pedro lezcano con motivo del centenario de su nacimiento.
En el 2022 conduce una serie de programas musicales para la televisión pública de Canarias titulado “Las noches del Miller”. En Junio de ese año presentan el espectáculo “El sueño de Carbo Verde”, en colaboración con los artistas caboverdianos Bau y Nancy Vieira.
Olga Cerpa es Premio Taburiente, Premio Ser Canarias e Hija Predilecta de Las Palmas de Gran Canaria.

## Colaboraciones
Ha colaborado en más de 30 grabaciones discográficas junto a artistas de diversos países. Especial mención merece su habitual participación en las producciones discográficas del compositor y multiinstrumentista portugués Julio Pereira. Ha grabado también con Joao Afonso, los fadistas portugueses Mafalda Arnauth, Helder Moutinho y Ricardo Ribeiro, los gallegos Milladoiro, las guineanas Hijas del Sol, los venezolanos Serenata Guayanesa, la peruana Eva Ayllón y Jean Pierre Magnet, los cubanos Albita Rodríguez Ivette Cepeda y Alain Pérez, los vascos Tontxu y Kepa Junquera, los madrileños La Bruja Gata, los canarios Andrés Molina, Totoyo Millares, Luis Morera, Los Sabandeños, Althay Páez, Beselch Rodríguez, Dacio Ferrera, José Manuel Ramos, Taburiente, la Orquesta Filarmónica de Gran Canaria y la Orquesta Sinfónica de Tenerife, entre otros.
Además, con su grupo o en solitario ha realizado numerosas giras y presentaciones artísticas por teatros y auditorios en países de América, África y Europa. En algunos de ellos ha compartido escenario y canciones con amigos como los españoles Joan Manuel Serrat, Carlos Cano, Amancio Prada, Tonxtu y Víctor Manuel; los cubanos Albita Rodríguez, Compay Segundo o Carlos Varela; la peruana Eva Ayllón; el guineano Manecas Costa; la caboverdiana Nancy Vieira, la trompetista holandesa Maité Hontelé y los timplistas canarios Totoyo Millares, José Antonio Ramos y Germán López. Con el grupo gallego Milladoiro realiza en 2002 una gira de un año por España, Portugal y Alemania presentando un disco de ese popular combo de folk.

## Teatro musical
Con Mestisay  ha participado, con papeles protagonistas, en musicales como Querido Néstor I y II – con más de 70 funciones realizadas-, Poemas para una vida, La Noche de Canarias, La Gran fiesta de la Música canaria, Poeta en la Isla, Toda una vida, Romántico, Totoyo Millares: La leyenda del timple, Morera Sinfónico o César Manrique el Musical.

## Recepción crítica
“Pasa el tiempo en un suspiro y se hace extraño reparar en los 25 años de un grupo al que se le intuye boyante en ideas nuevas y con muchos versos aún por delante, esperando el día en que cobren cuerpo en la apabullante, descomunal garganta de Olga Cerpa.”  Fernando Neira / El País
“Olga Cerpa y a ver quién se atreve con tan poco: la cantante canaria se ganó con su calidad a un público que se crio escuchando las músicas del mestizaje.” Antonio Atienza / Información de Cádiz
“Asombra y deleita la refinada musicalidad de la última entrega discográfica de Olga Cerpa y Mestisay. Este binomio ha vivido décadas de identidad compartida en conciertos, festivales, viajes por varios continentes y producciones sonoras que marcan una historia sucesiva de decantación de los medios y los fines. Siempre ha sido notable su exigencia de calidad en el cuidado de los arreglos instrumentales, su balance con los coros y, fundamentalmente la voz solista.” Guillermo García-Alcalde / La Provincia
“Estación Lisboa es elegante. Es bello por su sonoridad y por su escenografía y es hermoso porque sus protagonistas saben llevar al personal título a título por un recorrido que acaba pegadito a Canarias. El espíritu atlántico que destila el repertorio genera un clima favorable que termina con una sonora recompensa.” Jorge Dávila / El Día de Tenerife
“Olga en directo es otra cosa. Porque hay artistas, como ella misma,  que se desnudan ante el público con una seguridad pasmosa, que asusta por entregada y pasional. Y es conmovedora esa garganta suya, que arrastra años de sabiduría, los suyos y los de aquellos a los que posiblemente ha precedido cantando. Parece una fuente de luz, un manantial de vida a través de un canto que se nos antoja, aún siendo de otro lugar, familiar y cercano.” F. Da Silva / Diario de Lisboa
“Ver a Olga Cerpa versionando boleros y canciones románticas de toda la vida y otras con un sabor a la música de sus islas Canarias es un lujo para los oídos. Saltó de estilo en estilo sin inmutarse; y los hizo suyos, como si esas canciones eternas hubiesen sido escritas para ella. Clase, poderío vocal  y sutilidad sobre una forma de cantar lo popular que no es común.” Leida Filio / Diario de Cuba-NY
“Mestisay y la cantante canaria, acompañada por su grupo y gracias a su cautivadora voz, realizó un soberbio concierto anoche en el Auditorio Maestro Padilla de Almería.” Teleprensa / Almería
“Romántico, presentado anoche en la Sala Galve del auditorio zaragozano, es la prueba de que a Cerpa y a González les sobran ideas para sorprender al público reinventando la música, en este caso el bolero.” El Periódico de Aragón
“El particular registro dramático de la cantante canaria, unido a una sencilla pero eficaz puesta en escena, hizo las delicias del público del Teatro de las Cortes de San Fernando.” Diario de Cádiz
“Cautivó al público en el Teatro Circo albaceteño. A ritmo de encanto discurrió una gala en la que Olga Cerpa tiene claro que la edad no importa para sucumbir al encanto del bolero.”  Virgilio Liante / La Tribuna de Albacete
“Olga Cerpa fue desgranando, con absoluta maestría vocal, algunas de las páginas más importantes del bolero del pasado siglo en la primera presentación de esta producción en el teatro granadino. Los asistentes, puestos en pie, despidieron con gritos de ¡Guapa, guapa! a la intérprete canaria, que les regaló tres bises.” La Provincia/ Diario de Las Palmas

## Discografía
- año 1988: Canciones de las dos orillas / CCPC
- año 1989: Más al Sur / CCPC
- año 1992: El cantar viene de viejo / Manzana
- año 1995: Querido Néstor I / Mestisay
- año 1996: La Rosa de los Vientos / Nubenegra
- año 1998: Viento de la Isla / EMI
- año 2000 : Mestisay / EMI
- año 2003: Canciones del Sur / Warner
- año 2004: Toda una vida, 25 años / Mestisay
- año 2006: Querido Néstor II / Mestisay
- año 2006: Poeta en la Isla / Fundación Autor
- año 2008: Pequeño fado y otras canciones de amor / Mestisay
- año 2011: Atlántico Radio / Mestisay
- año 2014: Estación Lisboa / Mestisay
- año 2017: Jallos / Mestisay
- año 2018: Vereda tropical/ Mestisay
- año 2020: Una noche de boleros/ Mestisay
- año 2021: Canciones para un poeta/ Mestisay
- año 2021:  Palosanto/ Mestisay

### Sencillos
- año 1993: Habanera embrujada/ Manzana
- año 1999: Niña Candela / EMI
- año 1999: Atocha 53 / EMI
- año 1999: Agüita / EMI
- año 2000: A donde voy / EMI
- año 2001: Por encima de tu boca / EMI
- año 2001: Si no fuera por ti / EMI
- año 2003: Ramito de violetas / Warner

### Otros
- año 1993: Antología / CCPC
- año 1994: Los grandes éxitos / CCPC
- año 1999: La Noche de Canarias / Manzana
- año 1999: Canarias canta / Manzana
- año 2005: Descartes y maquetas / Mestisay
- año 2007: Tiempo de Gran Canaria / Fundación Sgae
- año 2011: Totoyo Millares: la leyenda del timple/ Mestisay
- año 2014: Mujeres con cajones / (En colaboración con Albita y Eva Ayllón) / Angel's Dawn Records
- año 2014: En Busca de Valentina (En colaboración con Taburiente) / Mestisay
- año 2019: César Manrique el Musical/ Mestisay-Clapso
- año 2023: Atlantic Sounds/ Mestisay

## Premios y reconocimientos
- Hija Predilecta de Las Palmas de Gran Canaria (2018)
- Premio SER Canarias (2018)
- Premio Taburiente (2017)
- Premio Mujer Canaria (2014)
- Premio Internacional Cubadisco (2019)